# اچ‌ام‌اس کمپنفلت (آی۱۸)
اچ‌ام‌اس کمپنفلت (آی۱۸) (به انگلیسی: HMS Kempenfelt (I18)) یک کشتی بود که طول آن ۳۲۹ فوت (۱۰۰٫۳ متر) بود. این کشتی در سال ۱۹۳۱ ساخته شد.